# Pero idola
Pero idola là một loài bướm đêm trong họ Geometridae.